# Louvergny
Louvergny is een plaats en voormalige gemeente in het Franse departement Ardennes in de regio Grand Est en telt 79 inwoners (2009).

## Geschiedenis
Louvergny maakte deel uit van het kanton Le Chesne tot dit op 22 maart 2015 werd opgeheven en de gemeenten werden opgenomen in het kanton Vouziers. Op 1 januari 2016 fuseerde Les Alleux, Le Chesne en Louvergny tot de commune nouvelle Bairon et ses environs. Deze gemeente maakt deel uit van het arrondissement Vouziers.

## Geografie
De oppervlakte van Louvergny bedraagt 9,0 km², de bevolkingsdichtheid is dus 8,8 inwoners per km².
De onderstaande kaart toont de ligging van Louvergny met de belangrijkste infrastructuur en aangrenzende gemeenten.

## Demografie
Onderstaande figuur toont het verloop van het inwonertal (bron: INSEE-tellingen).

Vanwege een beveiligingsprobleem met de MediaWiki Graph-software is het momenteel niet mogelijk deze grafiek weer te geven. Zodra de software is bijgewerkt zal de grafiek vanzelf weer zichtbaar worden.

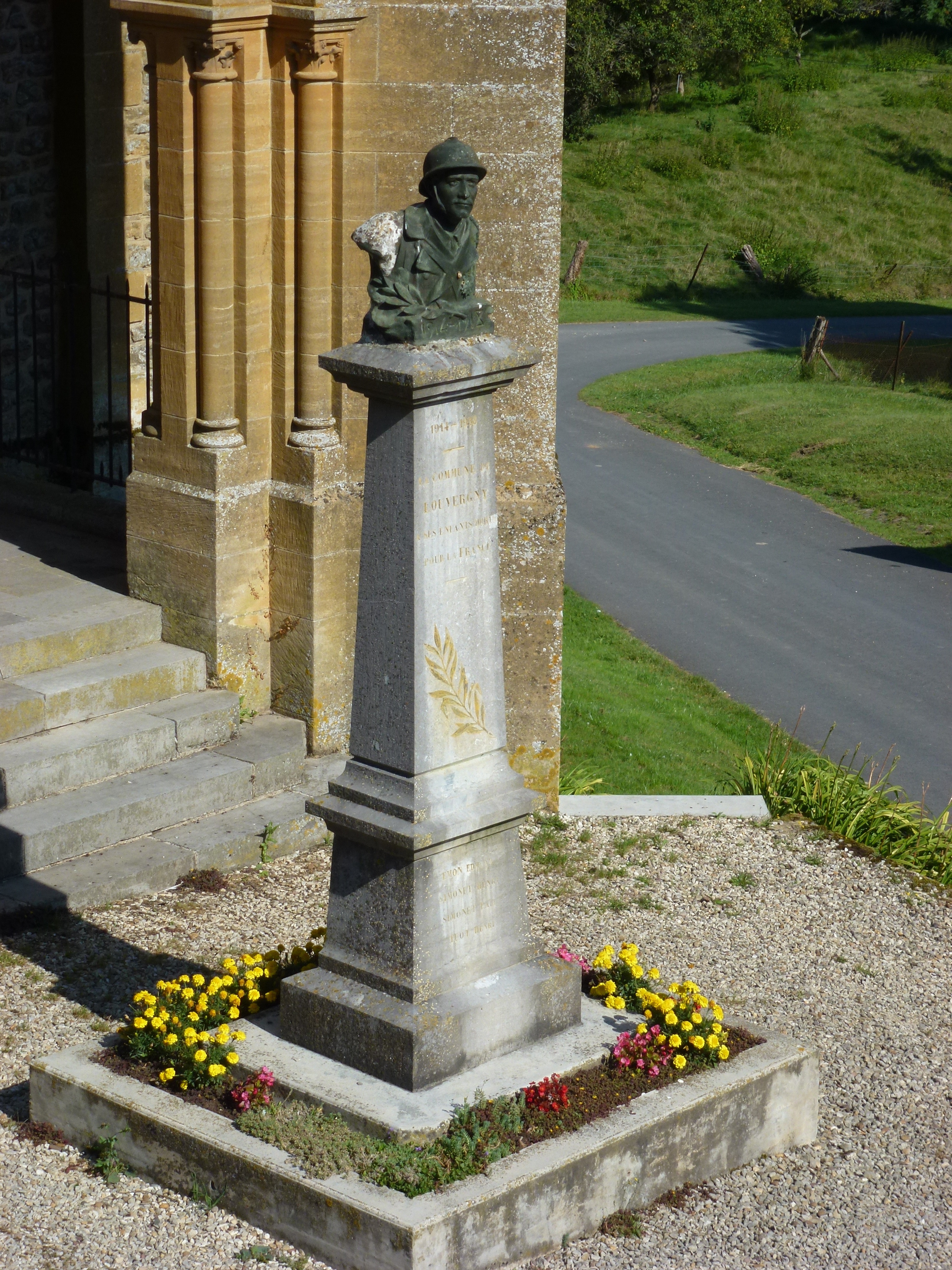
oorlogsmonument
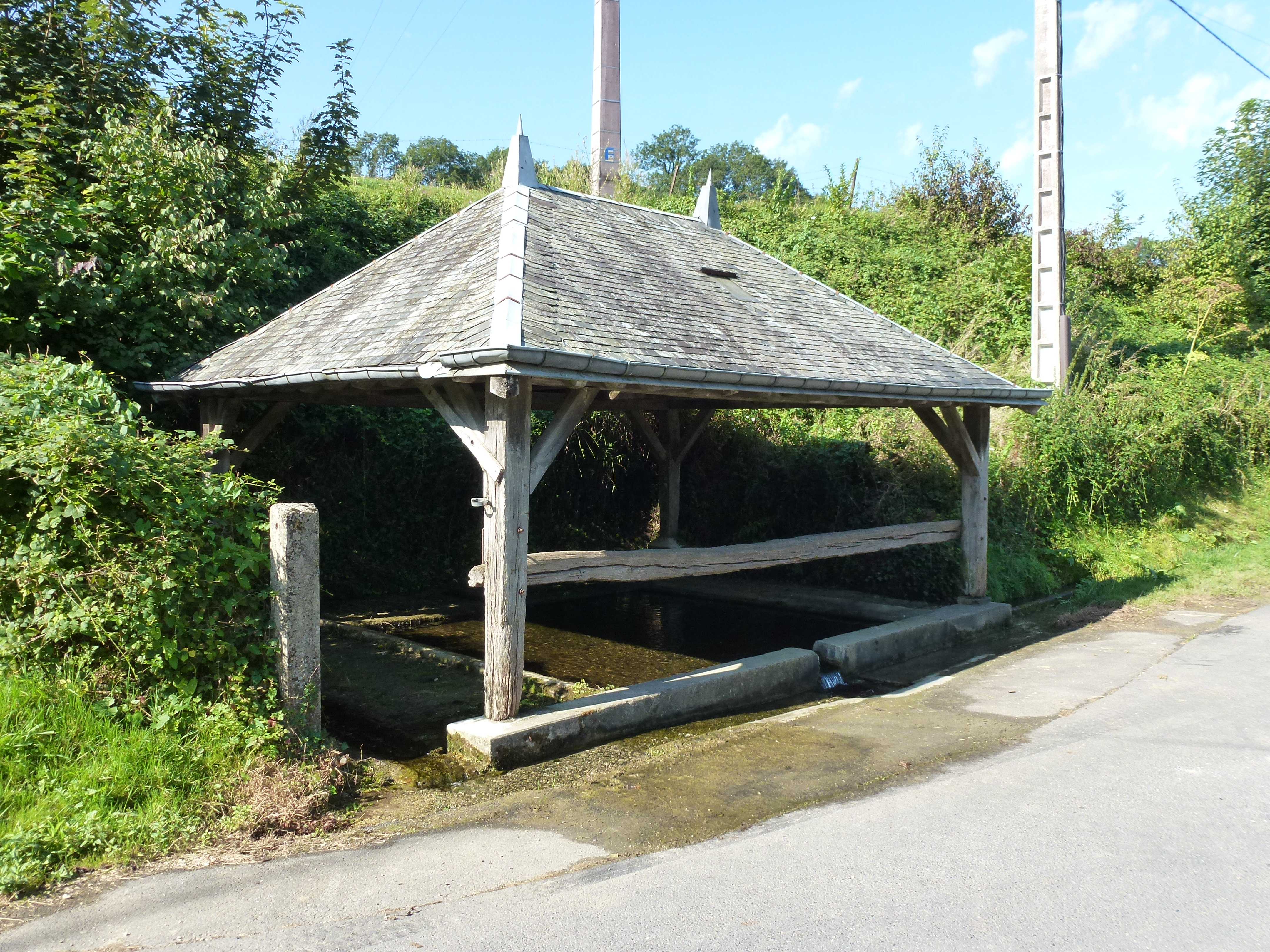
Een van de wasplaatsen